# Nokia 1610
Le Nokia 1610 est un téléphone cellulaire créé par Nokia en 1996. Il est mono-bande, possède un écran de 2 lignes, une batterie qui tient 2,5 heures en communication.
Grande première, il savait lire les SMS. Il possédait une antenne externe amovible. Il était quand-même assez gros avec 160 × 58 × 28 mm et pesait environ 248 grammes batterie comprise. Il indiquait la qualité de réception et la charge restante. Il pouvait stocker 100 numéros dans la carte SIM.
Il pouvait calculer le temps de communication pour estimer le tarif. Cinq sonneries étaient données avec et son volume était au choix.
Son autonomie varie selon l'activité et dépend aussi de la batterie qui est à 600 mA ou à 1 200 mA.